# Burges and James Gadsden Park
Burges and James Gadsden Park är en park i Kanada.   Den ligger i provinsen British Columbia, i den centrala delen av landet, 3 100 km väster om huvudstaden Ottawa. Burges and James Gadsden Park ligger 777 meter över havet.
Terrängen runt Burges and James Gadsden Park är bergig norrut, men söderut är den kuperad. Burges and James Gadsden Park ligger nere i en dal. Trakten runt Burges and James Gadsden Park är nära nog obefolkad, med mindre än två invånare per kvadratkilometer.. Närmaste större samhälle är Golden, 12,5 km sydost om Burges and James Gadsden Park.
I omgivningarna runt Burges and James Gadsden Park växer i huvudsak barrskog.